# Vinny Samways
Vinny Samways (Londra, 27 ottobre 1968) è un ex calciatore inglese.

## Palmarès

### Club

#### Competizioni nazionali
- Coppa d'Inghilterra: 2

Tottenham: 1990-1991
Everton: 1994-1995
- FA Charity Shield: 2

Tottenham: 1991
Everton: 1995
- Segunda División: 1

Las Palmas: 1999-2000